# Ареналес
Ареналес — вулкан. Располагается в области Айсен-дель-Хенераль-Карлос-Ибаньес-дель-Кампо, Чили.
Ареналес является стратовулканом, высотой 3437 метров. Находится в Патагонских Андах.
Ареналес находится в стороне от основной цепи вулканов, которые находятся в Патагонских Андах. Ближайший к нему вулкан Хадсон находится в 140 км к юго-западу. Первоначально Ареналес считали просто вершиной, но в результате научной экспедиции 1963 года его классифицировали как потухший вулкан. Однако, в марте 1979 года была заметна небольшая вулканическая активность на склоне вулкана к юго-западу от его вершины.
Впервые на вершину поднялась в 1958 году совместная чилийско-японская экспедиция.